# Trofeo Eccellenza 2017-2018
Il Trofeo Eccellenza 2017-18 fu l'8ª edizione del torneo sostitutivo della Coppa Italia di rugby a 15 e la 30ª edizione assoluta.
Organizzato dalla Federazione Italiana Rugby, si svolse dal 14 ottobre 2017 al 31 marzo 2018.
Alla competizione presero parte le sei squadre dell'Eccellenza escluse dalla partecipazione all'European Challenge Cup, divise in due gironi all'italiana da tre squadre ciascuno.
Le prime classificate di ogni girone, affrontatesi in partite d'andata e ritorno, disputarono la finale in gara unica che, nell'occasione, si tenne allo stadio Mario Battaglini di Rovigo: fu San Donà, al suo primo trofeo ufficiale, a battere la squadra della Polizia di Stato delle Fiamme Oro di Roma per 24 a 0.

## Squadre partecipanti
| Girone 1      | Girone 2            |
| ------------- | ------------------- |
| Mogliano      | Fiamme Oro (Roma)   |
| Reggio Emilia | S.S. Lazio (Roma)   |
| San Donà      | I Medicei (Firenze) |

## Fase a gironi

### Girone 1
| 14-10-2017 | 1ª/4ª giornata           | 16-12-2017 |
| ---------- | ------------------------ | ---------- |
| 19-17      | San Donà — Reggio Emilia | 31-29      |
| Riposa     | Mogliano                 |            |

| 21-10-2017 | 2ª/5ª giornata           | 13-1-2018 |
| ---------- | ------------------------ | --------- |
| 20-17      | Reggio Emilia — Mogliano | 35-38     |
| Riposa     | San Donà                 |           |

| 9-12-2017 | 3ª/6ª giornata      | 20-1-2018 |
| --------- | ------------------- | --------- |
| 13-27     | Mogliano — San Donà | 27-24     |
| Riposa    | Reggio Emilia       |           |

#### Classifica
|  |    | Squadra       | G | V | N | P | PF  | PS  | P±  | B | Pt |
|  | -- | ------------- | - | - | - | - | --- | --- | --- | - | -- |
|  | 1. | San Donà      | 4 | 3 | 0 | 1 | 101 | 86  | 15  | 4 | 16 |
|  | 2. | Mogliano      | 4 | 2 | 0 | 2 | 95  | 106 | −11 | 3 | 11 |
|  | 3. | Reggio Emilia | 4 | 1 | 0 | 3 | 101 | 105 | −4  | 5 | 9  |

### Girone 2
| 14-10-2017 | 1ª/4ª giornata     | 16-12-2017 |
| ---------- | ------------------ | ---------- |
| 17-21      | Lazio — Fiamme Oro | 10-31      |
| Riposa     | I Medicei          |            |

| 21-10-2017 | 2ª/5ª giornata         | 13-1-2018 |
| ---------- | ---------------------- | --------- |
| 45-10      | Fiamme Oro — I Medicei | 36-3      |
| Riposa     | Lazio                  |           |

| 9-12-2017 | 3ª/6ª giornata    | 20-1-2018 |
| --------- | ----------------- | --------- |
| 27-24     | I Medicei — Lazio | 49-17     |
| Riposa    | Fiamme Oro        |           |

#### Classifica
|  |    | Squadra    | G | V | N | P | PF  | PS  | P±  | B | Pt |
|  | -- | ---------- | - | - | - | - | --- | --- | --- | - | -- |
|  | 1. | Fiamme Oro | 4 | 4 | 0 | 0 | 133 | 40  | 93  | 3 | 19 |
|  | 2. | I Medicei  | 4 | 2 | 0 | 2 | 89  | 122 | −33 | 1 | 9  |
|  | 3. | S.S. Lazio | 4 | 0 | 0 | 4 | 68  | 128 | −60 | 3 | 3  |

## Finale
| Arbitro: | Luca Trentin (Lecco) |

| |              | |
| Catelan 30’ Bertetti 33’ Pratichetti 77’ | mt           | |
| Ambrosini 30’, 33’ v. Zyl 77’ | tr           | |
| Ambrosini 69’ | c.p.         | |
| · v. Zyl · Pratichetti · Iovu · Bertetti · Schiabel · Ambrosini · 74’ Rorato · Zanusso · 62’, 68’ 65’ Bauer · 75’ Michelini · Wessels · 46’ v. Vuren · 46’ Catelan · Gianmarco Vian · 63’ Derbyshire (c) | Formazioni   | · Edwardson · Ngaluafe · Quartaroli 68’ · Gabbianelli · Bacchetti · Roden 68’ · Parisotto 55’ · Zago 59’ · Moriconi 59’ · Iacob 59’ · Fragnito 65’ · Caffini · Favaro 71’ · Cristiano (c) · Amenta |
| · 59’ Ceccato · 62’ 65’-68’ Dal Sie · 75’ Ros · 46’ Erasmus · 46’ Bacchin · 63’ Biasuzzi · 74’ Reeves | Sostituzioni | · Cocivera 59’ · Kudin 59’ · Ceglie 59’ · Duca 65’ · Zitelli 71’ · Calabrese 55’ · Buscema 68’ · Massaro 68’                                                                                       |
| Zane Ansell | Allenatori   | Gianluca Guidi |